# Parc Nacional Sequoia
El Parc Nacional Sequoia — Sequoia National Park (anglès) — és un parc nacional situat a comtat de Tulare (Califòrnia, Estats Units). Es troba a la part sud de Sierra Nevada, a l'est de Visalia, Califòrnia. Es va fundar el 25 de setembre de 1890. Aquest parc nacional té una extensió de 1.635 km². Amb una diferència d'altituds de 13,000 peus (4,000 m), el parc conté el Mount Whitney, que fa 4.421 m sobre el nivell del mar. Al costat té el Kings Canyon National Park; són administrats pel National Park Service juntament amb el Sequoia and Kings Canyon National Parks.

L'arbre General Sherman, el més gros del món

Aquest parc és famós per les sequoies gegants que hi ha, incloent-hi el General Sherman, un dels arbres més grossos del món. El General Sherman creix a Giant Forest, aquest bosc conté 5 dels 10 arbres més grans del món. El Giant Forest està connectat per Generals Highway al General Grant Grove del Kings Canyon National Park, on creix el General Grant entre altres sequoies gegants.
Molts visitants del parc hi entren per l'entrada sud (prop de la població de Three Rivers, Califòrnia) a Ash Mountain, a 520 m d'altitud. Els contraforts de la regió de turons (foothills region) també hostatgen una fauna abundant: linxs rojos, guineus, esquirols de terra, serps de cascavell i cérvols muls són habituals i més rarament es veuen els pumes. Quercus kelloggii són una espècie de transició amb el chaparral.
A altituds més altes, entre 1.700 i 2.700 m, el paisatge esdevé bosc montà (montane forest) dominat per les coníferes. S'hi troben espècies de pins i d'avets. Aquí també es troba el sequoia gegant.

## Història humana
La zona dins el Sequoia National Park estava habitada originàriament pels amerindis monachi (o western mono) que vivien principalment a la zona del riu Kaweah en els contraforts del parc, però de manera estacional també vivien al Giant Forest.

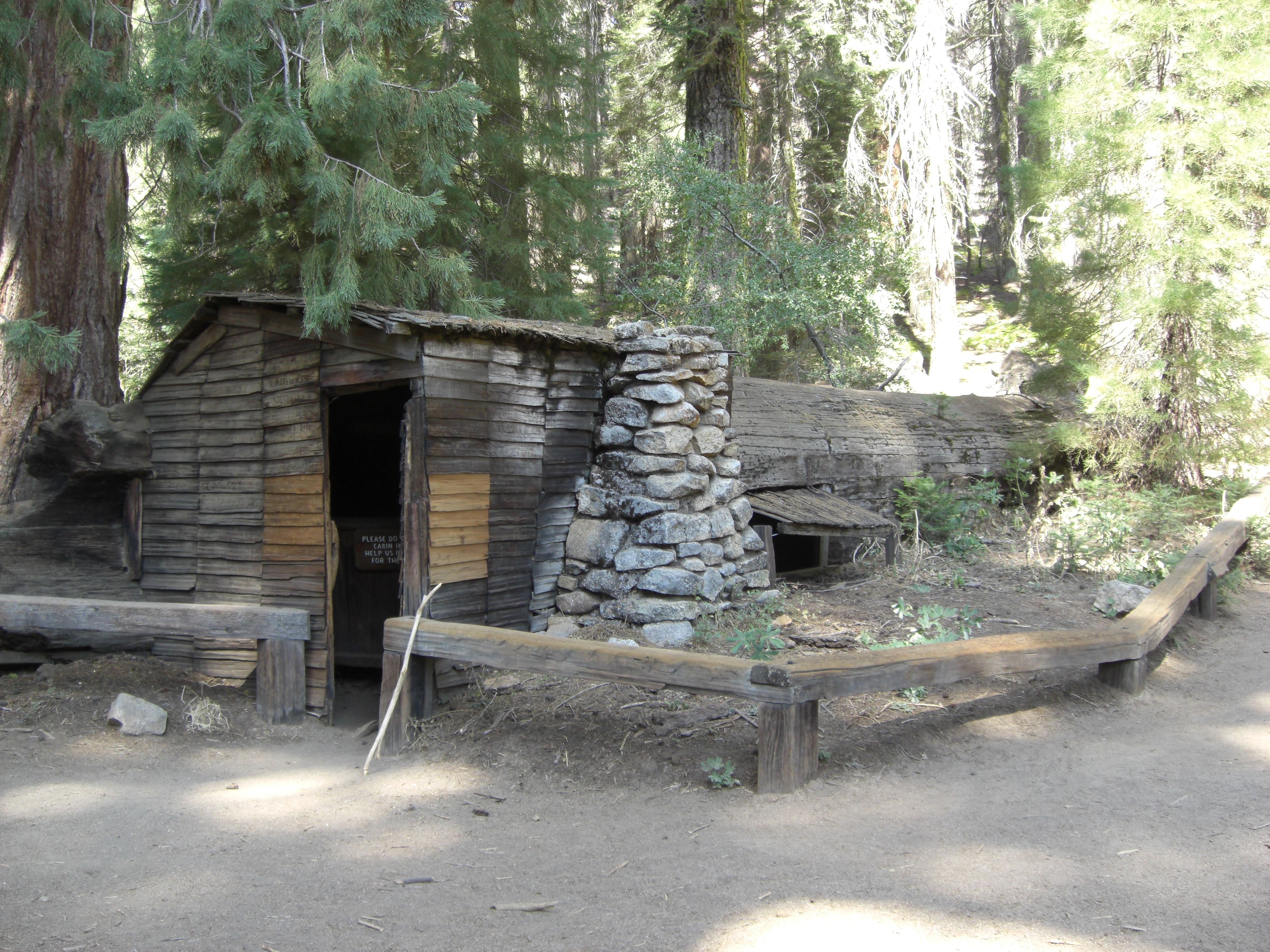
Tharp's Log, una cabana formada amb el tronc d'una sequoia gegant

La verola portada pels europeus ràpidament va delmar els amerindis. El primer europeu a assentar-se a aquesta regió va ser Hale Tharp, qui es va fer una cabana amb un tronc buit de sequoia del Giant Forest proper a Log Meadow.
A la dècada de 1880 els colons blancs van crear una societat utòpica anomenada Kaweah Colony, que tractaven de treure profit econòmic amb la tallada i venda de les sequoies i molts d'aquests arbres van desaparèixer.
El National Park Service incorporà el Giant Forest dins el Sequoia National Park l'any 1890, que era l'any que es va fundar aquest parc, aviat es van deixar de tallar aquests arbres. El parc s'ha anat engrandint al llarg dels anys i una d'aquestes va ser fomentada pel Sierra Club, contra els intents de la Walt Disney Company de construir una estació d'esquí. Aquest lloc va ser annexat al parc i s'anomena Mineral King, que és el lloc de més altitud del parc.